# Vow
«Vow» es una canción de la banda estadounidense de rock alternativo Garbage. Fue lanzado el 20 de marzo de 1995 en Reino Unido a través de Discordant, una discográfica fundada por Mushroom Records para lanzar al grupo dentro de la industria musical. En Estados Unidos fue publicado mediante Almo Sounds.
En 2007, el sencillo fue remasterizado para ser incluido en la primera compilación de la banda, Absolute Garbage, que fue lanzado ese mismo año.

## Lista de canciones
- UK 7" vinyl Discordant CORD001
- US CD-maxi Almo Sounds AMSDS-88000
- US cassette Almo Sounds AMSCS-89000

1. "Vow" - 4:30
2. "Vow (Torn Apart)" - 5:09

- European CDS Mushroom/BMG 74321 29596 2
- South African CDS Mushroom/BMG CDBMGS(WS)901
- Australian CDS White D1138
- Australian cassette White C1138

1. "Vow" - 4:30
2. "Subhuman" - 4:36
3. "#1 Crush" - 4:52

## Sobre la canción
«Vow» es oscura y vengativa, líricamente hablando. Tiene guitarras distorsionadas y comienza con la frase I can't use what I can't abuse (no puedo usar lo que no puedo abusar). Se dijo que la canción hablaba de Lorena Bobbitt (una mujer que le amputó el pene a su marido al enterarse de su infidelidad), pero en realidad según Butch Vig la canción surge de una noticia de un periódico que hablaba de una mujer que iba a vengarse de su marido que la había maltratado. Butch dice que pensaron que estaría bien hacer la canción en honor a dicha mujer.

## Posicionamiento
| Listas (1995)                         | Posición |
| ------------------------------------- | -------- |
| U.S. Billboard Hot 100                | 97       |
| U.S. Billboard Hot Modern Rock Tracks | 26       |
| UK Singles Chart                      | 138      |
| Australian ARIA Singles Chart         | 37       |
| New Zealand RIANZ Singles Chart       | 41       |